# Confédération de Tecumseh
La Confédération de Tecumseh était un groupe d'Amérindiens du Territoire du Nord-Ouest, qui a commencé à se former au début du XIXe siècle autour de l'enseignement de Tenskwatawa (Le Prophète). Au fil des années, le nombre de partisans à rejoindre la confédération a augmenté jusqu'à compter plusieurs milliers de guerriers. Le chef shawnee Tecumseh, frère de Tenskwatawa, s'est érigé en chef du groupe dès 1808. Considérée comme une menace pour les États-Unis, une action préventive contre la confédération a été lancée conduisant à la bataille de Tippecanoe en 1811. Sous le commandement de Tecumseh, la confédération est entrée en guerre avec les États-Unis pendant ce que l'on appelle la guerre de Tecumseh et la guerre de 1812. À la suite de la mort de Tecumseh en 1813, la confédération s'est désagrégée.